# Derocephalus angusticollis
Derocephalus angusticollis är en tvåvingeart som beskrevs av Günther Enderlein 1922. Derocephalus angusticollis ingår i släktet Derocephalus och familjen Neriidae. Inga underarter finns listade i Catalogue of Life.